# Sergey Spivak
Sergey Spivak (Chisináu, Moldavia, 24 de enero de 1995) es un artista marcial mixto moldavo-ucraniano que compite en la división de peso pesado de Ultimate Fighting Championship. Competidor profesional desde 2014, también ha competido anteriormente para World Warriors Fighting Championships, Eagles Fighting Championship, N1 Pro Nomad MMA y Real Fight Promotion. Desde el 11 de octubre de 2021, es el número 14 en la clasificación de peso pesado de la UFC.

## Carrera de artes marciales mixtas

### Carrera temprana
Sergey Spivak debutó en las MMA en septiembre de 2014 con la promoción ucraniana Real Fight Promotion, con 19 años. Se enfrentó a Andrey Serebrianikov como su primer oponente. Ganó el combate en el último minuto del primer asalto, por la vía del TKO.
Su segundo combate fue con la organización ucraniana World Warriors Fighting Championships, en el WWFC Ukraine Selection 1, donde se enfrentó a Evgeniy Bova en el evento principal. Spivak ganó el combate en el primer asalto mediante una kimura.
Su segundo combate con World Warriors Fighting Championships fue durante WWFC: Ukraine Selection 4, en el evento principal. Su rival fue Yuri Gorbenko, al que derrotó en el primer asalto mediante una barra de brazo.
A continuación, Spivak luchó contra Dimitriy Mikutsa, bajo la organización N1 Pro. Spivak sometió a Mikutsa mediante una armadura en el último minuto del segundo asalto.
Bajo la bandera de Eagles Fighting Championship, Spivak se enfrentó a Artem Cherkov. Le venció en el primer asalto, mediante una patada en la cabeza.
Tras un año de inactividad, Spivak volvería al World Warriors Fighting Championships. Su primer rival fue Luke Morton, al que venció por KO. En su siguiente combate, Spivak luchó contra el veterano de las MMA Travis Fulton por el vacante Campeonato de Peso Pesado de la WWFC, pelea que ganó en el primer asalto por estrangulamiento por la espalda. Defendería el título 10 meses después contra el luchador croata Ivo Cuk, ganando el combate en el primer asalto por TKO. Su último combate con WWFC fue su última defensa del título, cinco meses después de su pelea con Cuk, contra Tony López. Derrotó a López por una llave de cuello en el último minuto del primer asalto.

### Ultimate Fighting Championship

#### 2019
Spivak debutó en la UFC en UFC Fight Night: Iaquinta vs. Cowboy, con 23 años, contra Walt Harris, en sustitución de Oleksiy Oliynyk. Sufrió la primera derrota profesional de su carrera. Harris empujó a Sergey hasta la jaula, lo aturdió con un recto de izquierda y lo tiró al suelo con un aluvión de rodillazos. Tras una serie de puñetazos en el suelo, el árbitro concedió la victoria a Harris, tras 50 segundos, por TKO.
Cinco meses después, Spivak luchó contra Tai Tuivasa en UFC 243. Spivak comenzaría el combate siendo cauteloso con la potencia de Tuivasa. Spivak fue derribado una vez en el primer asalto por una patada en la pierna. Spivak comenzó a atrapar las patadas de Tuivasa y a derribar al australiano. Cada vez que el australiano volvía a ponerse en pie, Spivak buscaba los derribos. La pelea terminó en el cuarto minuto del segundo asalto, Spivak derribó a Tuivasa por séptima vez en la pelea. Fue capaz de obtener la montura y después de varios puñetazos y codazos duros fue capaz de obtener un estrangulamiento de brazo, otorgándole su primera victoria en UFC.

#### 2020
Spivak enfrentó a Marcin Tybura el 29 de febrero de 2020 en UFC Fight Night: Benavidez vs. Figueiredo. Perdió el combate por decisión unánime.
Se esperaba que Spivak enfrentara a Carlos Felipe el 9 de mayo de 2020 en el entonces UFC 250. Sin embargo, el 9 de abril, el presidente de la UFC, Dana White, anunció que este evento se posponía para una fecha futura. Finalmente el combate fue programado para el 19 de julio de 2020 en UFC Fight Night: Figueiredo vs. Benavidez 2. Ganó el combate por decisión mayoritaria.
Se esperaba que Spivak se enfrentara a Tom Aspinall el 11 de octubre de 2020 en UFC Fight Night: Moraes vs. Sandhagen. Sin embargo, Spivak se retiró del combate por razones no reveladas y fue sustituido por el recién llegado a la promoción Alan Baudot.

#### 2021
Spivak tenía previsto enfrentar a Jared Vanderaa el 12 de diciembre de 2020 en UFC 256. Sin embargo, Vanderaa dio positivo por COVID-19 durante la semana del combate y tuvo que ser retirado. La pareja finalmente se enfrentó el 20 de febrero de 2021 en UFC Fight Night: Blaydes vs. Lewis. Spivak ganó el combate por nocaut técnico en el segundo asalto.
Spivak enfrentó a Oleksiy Oliynyk el 19 de junio de 2021 en UFC on ESPN: The Korean Zombie vs. Ige. Ganó el combate por decisión unánime.
Spivak enfrentó a Tom Aspinall, en sustitución de Sergei Pavlovich, el 4 de septiembre de 2021 en UFC Fight Night: Brunson vs. Till. Perdió el combate por nocaut técnico en el primer asalto.

#### 2022
Spivac estaba programado para enfrentar a Greg Hardy, reemplazando a Aleksei Oleinik, el 22 de enero de 2022, en UFC 270.  Sin embargo, la semana anterior al evento Hardy se retiró de la pelea por una lesión de pie. El par fue trasladado a UFC 272. Spivac ganó la pelea por TKO en el primer asalto.
Spivac enfrentó a Augusto Sakai el 6 de agosto de 2022, en UFC on ESPN 40. Ganó la pelea por TKO en el segundo asalto.

#### 2023
Spivac estaba programado para enfrentar a Derrick Lewis el 19 de noviembre de 2022, en UFC Fight Night 215. Sin embargo, Lewis fue obligado a retirarse de la pelea por una enfermedad y la pelea fue cancelada. El par fue reprogramado para el 4 de febrero de 2023, en UFC Fight Night 218. Spivak ganó la pelea por sumisión en el primer asalto. Esta victoria lo hizo merecedor de su primer premio de Actuación de la Noche.
Spivac enfrentó a Ciryl Gane el 2 de septiembre de 2023, en UFC Fight Night 226. Perdió la pelea por TKO en el segundo asalto.

#### 2024
Spivak enfrentó a Marcin Tybura el 10 de agosto de 2024, en UFC on ESPN 61. Ganó la pelea por sumisión en el primer asalto. Esta victoria lo hizo merecedor de su segundo premio de Actuación de la Noche.

## Vida personal
Spivak y su esposa tienen una hija que nació en 2020.

## Campeonatos y logros

### Artes marciales mixtas
- Ultimate Fighting Championship
  - Actuación de la Noche (Dos veces) vs. Derrick Lewis y Marcin Tybura[38][43]
  - Tercera mayor cantidad de derribos conectados en a historia de la división de peso pesado de UFC (27)[45]
  - Porcentaje de precisión de derribos más alto en la historia de la división de peso pesado de UFC (64.3%)[45]

- World Warriors Fighting Championship
  - Campeonato de Peso Pesado de la WWFC (una vez)[46]
    - Dos defensas exitosas del título

## Récord en artes marciales mixtas
| Registro profesional | Registro profesional | Registro profesional |
| 22 peleas            | 17 victorias         | 5 derrotas           |
| -------------------- | -------------------- | -------------------- |
| Nocaut               | 7                    | 3                    |
| Sumisión             | 8                    | 0                    |
| Decisión             | 2                    | 2                    |

| Resultado | Récord | Oponente             | Método                                | Evento                                      | Fecha                    | Ronda | Tiempo | Localización      | Notas                                                 |
| --------- | ------ | -------------------- | ------------------------------------- | ------------------------------------------- | ------------------------ | ----- | ------ | ----------------- | ----------------------------------------------------- |
| Derrota   | 17–5   | Waldo Cortes Acosta  | Decisión (unánime)                    | UFC 316                                     | 7 de junio de 2025       | 3     | 5:00   | Nueva Jersey      |                                                       |
| Victoria  | 17–4   | Marcin Tybura        | Sumisión (armbar)                     | UFC on ESPN: Tybura vs. Spivac 2            | 10 de agosto de 2024     | 1     | 1:44   | Las Vegas, Nevada | Actuación de la Noche.                                |
| Derrota   | 16–4   | Ciryl Gane           | TKO (golpes)                          | UFC Fight Night: Gane vs. Spivak            | 2 de septiembre de 2023  | 2     | 3:44   | París, Francia    |                                                       |
| Victoria  | 16–3   | Derrick Lewis        | Sumisión (arm-triangle choke)         | UFC Fight Night: Lewis vs. Spivak           | 4 de febrero de 2023     | 1     | 3:05   | Las Vegas, Nevada | Actuación de la Noche.                                |
| Victoria  | 15–3   | Augusto Sakai        | TKO (golpes)                          | UFC on ESPN: Santos vs. Hill                | 6 de agosto de 2022      | 2     | 3:42   | Las Vegas, Nevada |                                                       |
| Victoria  | 14–3   | Greg Hardy           | TKO (golpes)                          | UFC 272                                     | 5 de marzo de 2022       | 1     | 2:16   | Las Vegas, Nevada |                                                       |
| Derrota   | 13–3   | Tom Aspinall         | TKO (codazo y golpes)                 | UFC Fight Night: Brunson vs. Till           | 4 de septiembre de 2021  | 1     | 2:30   | Las Vegas, Nevada |                                                       |
| Victoria  | 13–2   | Oleksiy Oliynyk      | Decisión (unánime)                    | UFC on ESPN: The Korean Zombie vs. Ige      | 19 de junio de 2021      | 3     | 5:00   | Las Vegas, Nevada |                                                       |
| Victoria  | 12–2   | Jared Vanderaa       | TKO (golpes)                          | UFC Fight Night: Blaydes vs. Lewis          | 20 de febrero de 2021    | 2     | 4:32   | Las Vegas, Nevada |                                                       |
| Victoria  | 11–2   | Carlos Felipe        | Decisión (mayoritaria)                | UFC Fight Night: Figueiredo vs. Benavidez 2 | 19 de julio de 2020      | 3     | 5:00   | Abu Dhabi         |                                                       |
| Derrota   | 10–2   | Marcin Tybura        | Decisión (unánime)                    | UFC Fight Night: Benavidez vs. Figueiredo   | 29 de febrero de 2020    | 3     | 5:00   | Norfolk, Virginia |                                                       |
| Victoria  | 10–1   | Tai Tuivasa          | Sumisión técnica (arm-triangle choke) | UFC 243                                     | 5 de octubre de 2019     | 2     | 3:14   | Melbourne         |                                                       |
| Derrota   | 9–1    | Walt Harris          | TKO (golpes)                          | UFC Fight Night: Iaquinta vs. Cowboy        | 4 de mayo de 2019        | 1     | 0:50   | Ottawa, Ontario   |                                                       |
| Victoria  | 9–0    | Tony López           | Sumisión (neck crank)                 | WWFC 12                                     | 29 de septiembre de 2018 | 1     | 4:12   | Kiev              | Defendió el Campeonato de Peso Pesado de la WWFC.     |
| Victoria  | 8–0    | Ivo Cuk              | TKO (golpes)                          | WWFC 10                                     | 24 de marzo de 2018      | 1     | 2:21   | Kiev              | Defendió el Campeonato de Peso Pesado de la WWFC.     |
| Victoria  | 7–0    | Travis Fulton        | Sumisión (rear-naked choke)           | WWFC: Cage Encounter 7                      | 14 de junio de 2017      | 1     | 2:50   | Kiev              | Ganó el vacante Campeonato de Peso Pesado de la WWFC. |
| Victoria  | 6–0    | Luke Morton          | KO (golpes)                           | WWFC: Cage Encounter 6                      | 29 de marzo de 2017      | 1     | 0:40   | Kiev              |                                                       |
| Victoria  | 5–0    | Artem Cherkov        | KO (patada a la cabeza)               | Eagles Fighting Championship                | 27 de febrero de 2016    | 1     | 1:52   | Chisináu          |                                                       |
| Victoria  | 4–0    | Dimitriy Mikutsa     | Sumisión (armbar)                     | N1 Pro: MMA Nomad                           | 4 de octubre de 2015     | 2     | 4:34   | Karagandá         |                                                       |
| Victoria  | 3–0    | Yuri Gorbenko        | Sumisión (armbar)                     | WWFC: Ukraine Selection 4                   | 31 de enero de 2015      | 2     | 3:38   | Kiev              |                                                       |
| Victoria  | 2–0    | Nelson Lima          | Sumisión (kimura)                     | WWFC: Ukraine Selection 1                   | 19 de noviembre de 2014  | 1     | N/A    | Leópolis          |                                                       |
| Victoria  | 1–0    | Andrey Serebrianikov | TKO (golpes)                          | RFP: Galychyny Cup                          | 28 de septiembre de 2014 | 1     | 4:31   | Leópolis          | Debut en el peso pesado.                              |